# Anne-Marie Blanc

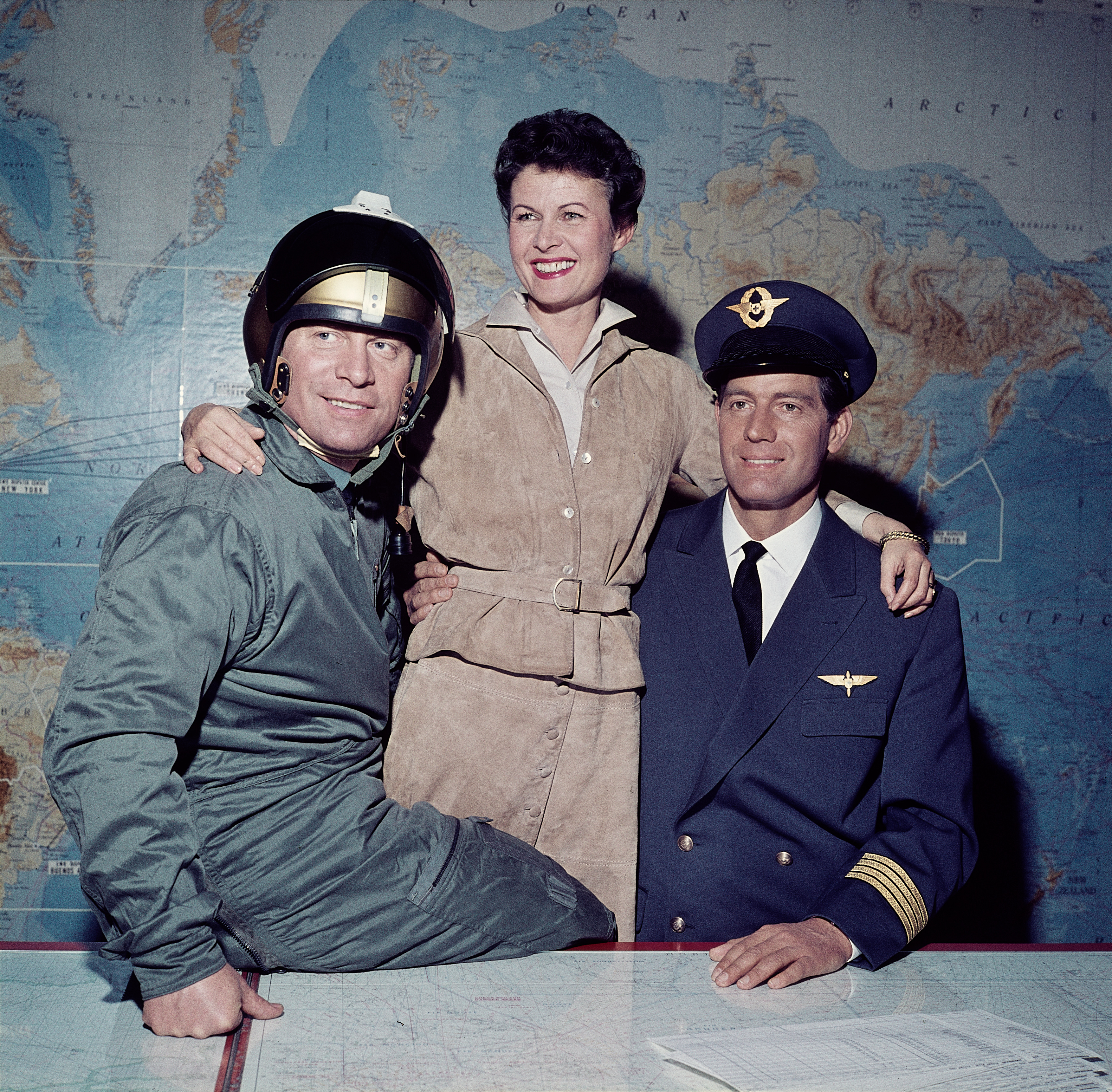
Robert Freitag, Anne-Marie Blanc und Paul Hubschmid, Foto: Jack Metzger, Comet Photo, 1959

Anne-Marie Blanc in einer Rolle für das Musical Die kleine Niederdorfoper, Comet Photo, 1956

Anne-Marie Blanc (* 2. September 1919 in Vevey; † 5. Februar 2009 in Zürich) war eine Schweizer Schauspielerin und Rezitatorin. Sie «war die Grande Dame des Schweizer Films und Theaters und der erste weibliche Filmstar der Schweiz.» Mit der Titelrolle im Film Gilberte de Courgenay wurde sie zum Liebling der Nation und blieb über Jahrzehnte eine Ikone des Schweizer Films.

## Leben
Anne-Marie Blanc war die älteste Tochter von drei Kindern des verwitweten Grundbuchverwalters Louis Blanc und der Valentine Chevallier, die einer Bankiersfamilie entstammte. Sie absolvierte die Primarschule und das Humanistische Gymnasium in Bern. Ihre schauspielerische Ausbildung erhielt sie bei Ernst Ginsberg, Ellen Widmann und Wolfgang Heinz. Ihr Bühnendebüt gab sie 1932 am Stadttheater Bern: von 1938 bis 1952 gehörte sie zum Ensemble am Schauspielhaus Zürich, wo sie zahlreiche grosse Frauenrollen der Bühnenliteratur spielte.
Sie gastierte dann am Stadttheater und an der Komödie Basel, am Stadttheater Luzern und insbesondere am Ateliertheater in Bern. Anne-Marie Blanc spielte auch an deutschen und österreichischen Bühnen in Stuttgart, Düsseldorf, Hamburg, München, Berlin, Wien und Innsbruck sowie bei Festspielen.
Als Gritli in der Verfilmung von Gottfried Kellers Novelle Die missbrauchten Liebesbriefe wurde sie 1940 bekannt, mit der Titelrolle in Gilberte de Courgenay 1941 zum Schweizer Filmstar. 1943 spielte Anne-Marie Blanc im Film Matura-Reise neben Leslie Dossenbach, Annemarie Wydler, Blanche Aubry und Marion Chebuliez eine Hauptrolle.
Anne-Marie Blanc spielte 1954 in dem Falk-Harnack-Film Roman eines Frauenarztes mit Rudolf Prack und Winnie Markus, sowie in Fernsehspielen von ZDF, ARD und DRS. Ihr erster ausländischer Film war On ne meurt pas comme ça (1946), mit Erich von Stroheim.
Insgesamt spielte sie über 250 Theater- und Filmrollen. Sie war mit dem Filmproduzenten und Gründer der Condor Film A.G. Heinrich Fueter verheiratet und Mutter von drei Söhnen, darunter der Filmproduzent Peter-Christian Fueter.
Anne-Marie Blanc verstarb im Februar 2009 89-jährig im Alterswohnheim Zürich-Enge. Die Abdankungsfeier fand am 14. Februar 2009 in der Kirche St. Peter in Zürich statt. Ihre Asche wurde im Silsersee im Oberengadin verstreut.

## Filmografie
- 1939: Kriminalkommissar Studer (Wachtmeister Studer)
- 1940: Die missbrauchten Liebesbriefe
- 1941: Gilberte de Courgenay
- 1941: Landammann Stauffacher
- 1943: Das Leben beginnt (Matura-Reise)
- 1944: Marie-Louise
- 1946: On ne meurt pas comme ça
- 1947: White Cradle Inn
- 1949: Das Kuckucksei
- 1952: Gefangene Seele
- 1952: Palast Hotel (Palace Hotel)
- 1952: Ich warte auf Dich
- 1953: Mit siebzehn beginnt das Leben
- 1954: Roman eines Frauenarztes
- 1954: Hoheit lassen bitten
- 1954: Frühlingslied
- 1959: Auskunft im Cockpit
- 1959: SOS – Gletscherpilot
- 1961: Via Mala
- 1963: Der Belagerungszustand
- 1964: Der Gefangene der Botschaft
- 1965: Mademoiselle Löwenzorn
- 1965: Durchs wilde Kurdistan
- 1965: Im Reiche des silbernen Löwen
- 1967: Die Blonde von Peking (La blonde de Pékin)
- 1969: Hotel Royal (Fernsehfilm)
- 1969: Diebelei (TV-Spiel)
- 1973: Ein Abend, eine Nacht, ein Morgen
- 1974: Der Scheingemahl
- 1974: Motiv Liebe: Alte Liebe (TV-Serie)
- 1976: Riedland
- 1977: Violanta
- 1978: Heidi (Serie)
- 1980: Nestbruch
- 1986: Abschiedsvorstellung (TV)
- 1988: Zimmer 36
- 1988: Klassezämekunft
- 1991: Anna Göldin – Letzte Hexe
- 1992: Tatort: Marion
- 1999: Timing
- 1999: Der Vulkan
- 1999: Lüthi und Blanc (Serie)
- 2001: With Fear – Im Namen der Gerechtigkeit
- 2001: Die Manns – Ein Jahrhundertroman
- 2002: Lüthi und Blanc (Serie)

## Hörspiele (Auswahl)
- 1959: Mark Twain: Tagebuch von Adam und Eva (Eva) – Bearbeitung und Regie: Guido Baumann (Hörspielbearbeitung – WDR)
- 1961: Louis Verneuil: Lieben und lieben lassen – Regie: Werner Hausmann (Hörspielbearbeitung – HR/DRS)
- 1962: Wilhelm Michael Treichlinger: Bonjour Monsieur (Petra) – Regie: Robert Bichler (Hörspiel – DRS/BR/WDR)
- 1966: Max Frisch: Mein Name sei Gantenbein (Zwei- und dreiteilige Fassung) – Bearbeitung und Regie: Rudolf Noelte (Hörspielbearbeitung – BR/SWF)
- 1968: Arnold Zweig: Geheime Botschaft – Regie: Klaus Gmeiner (Hörspiel – ORF  Vorarlberg)
- 1968: Henry de Montherlant: Frauen, die man umarmt – Bearbeitung und Regie: Klaus Gmeiner (Hörspielbearbeitung – ORF Vorarlberg)
- 1984: Wolfgang Hildesheimer: Herrn Walsers Raben (Tante Cosima) – Regie: Mario Hindermann (Hörspielbearbeitung – SRF)
- 1985: Franz Werfel: Die Entfremdung – Bearbeitung und Regie: Ferry Bauer (Hörspielbearbeitung – ORF Vorarlberg)
- 1986: Gerold Späth: Mein Besuch im Städtchen am See (Frau Amsteg) – Regie: Mario Hindermann (Original-Hörspiel – DRS/NDR)

Quellen: ARD-Hörspieldatenbank und Ö1-Hörspieldatenbank

## Auszeichnungen
- 1981: Armin-Ziegler-Preis, als erste Schauspielerin
- 1986: Hans Reinhart-Ring
- 1989: Goldene Nadel des Zürcher Schauspielhauses
- 1996: Ehren-Prix Walo
- 1997: „Maschera d’oro“ (Italien)
- 2004: Anerkennungsmedaille der Stadt Zürich für kulturelle Verdienste